# Пашовкин, Вячеслав Викторович
Вячеслав Викторович Пашовкин (1 февраля 1947, Тамбов — 7 мая 1977 (осень 1979), Тамбов) — советский футболист, нападающий, полузащитник. Мастер спорта СССР
Карьеру начал в 1965 году в команде класса «Б» (Д3) «Спартак» Тамбов. В следующем году перешёл в саратовский «Сокол». Полуфиналист Кубка СССР 1966/67. После ухода из команды главного тренера Бориса Яковлева в 1969 году стал сильно злоупотреблять спиртным и завершил карьеру в 1971 году.
Погиб, утонув в реке Цне, по одним данным 7 мая 1977 года, по другим — осенью 1979.